# Орден Республики (Египет)
Орден Республики (араб. وسام الجمهورية‎) — одна из высших государственных наград Египта.

## История
Орден учреждён правительственным законом № 333 в 1953 году. Статут пересматривался два раза — законами № 528 в 1953 году и № 12 в 1972 году.

## Статут
Граждане награждаются орденом Республики за гражданские или военные заслуги перед государством. Награждённые орденом после смерти удостаиваются высших воинских почестей на похоронах.
Орденская цепь вручается гражданам Египта за высшие заслуги перед республикой, а также иностранным принцам крови и главам государств. 

## Степени
Орден имеет шесть степеней:
 Цепь ордена Республики
 Кавалер Большой ленты
 Великий офицер
 Командор
 Офицер
 Кавалер
Так же ордену принадлежит медаль ордена Республики.

## Знаки ордена
Орден имеет два типа дизайна: до 1972 года и после.

### Цепь ордена Республики
Цепь ордена золотая, состоит из звеньев двух типов, овального и шестиугольного, с витым узором в исламском стиле внутри, соединённых между собой двойной цепочкой. Центральное звено круглое, с надписью «Республика» на арабском языке внутри. К центральному звену крепится овальный знак ордена в виде Государственного герба Египта в прорезной орнаментальной кайме.

### Остальные классы

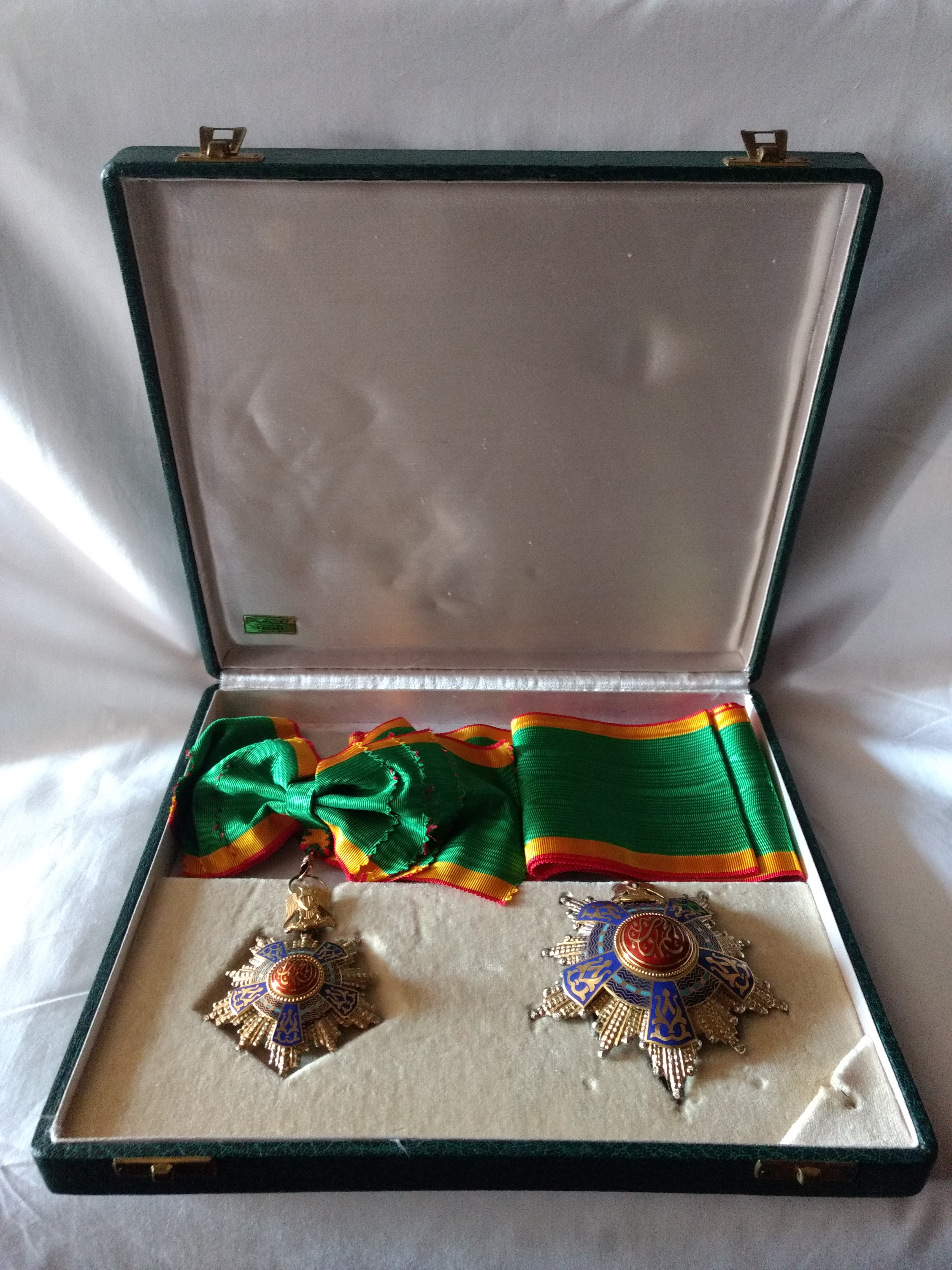
Инсигнии ордена класса Большой ленты

Знак ордена многоуровневый. Изготавливается из позолоченного серебра.
Верхний уровень – перевёрнутая пятиконечная звезда, лучи которой в виде пятиугольника, покрытого эмалью тёмно-синего цвета и золотым орнаментом. Между лучей виднеется широкая кайма тёмно-синей эмали с золотыми волнами, по центру обременённая узкой полоской в чередующимися секциями, окрашенных поочерёдно эмалью голубого цвета и золотом. В центре круглый медальон красной эмали с золотой каймой с зернью. В медальоне надпись на арабском языке «Республика». 
Нижний уровень – десятиконечная звезда, лучи которой формируются лучиками, покрытыми бриллиантовой огранкой.
Уровни между собой соединяются клёпками.
Знак при помощи переходного звена в виде государственного герба и кольца крепится к орденской ленте.
Звезда ордена аналогична знаку, но большего размера. Верхний луч обременён государственным гербом в цветных эмалях.
Лента ордена шёлковая муаровая зелёного цвета с красной тонкой и жёлтой широкой полосками по краям.

## Кавалеры
Некоторые из награждённых орденом:
- Алексеев, Владимир Николаевич — советский адмирал
- Мальро, Андре — французский писатель
- Мубарак, Хосни — президент Египта
- Тантави, Мохамед Хуссейн — министр обороны и военной промышленности Египта
- Хамад ибн Иса Аль Халифа — эмир Бахрейна